# Beach FM

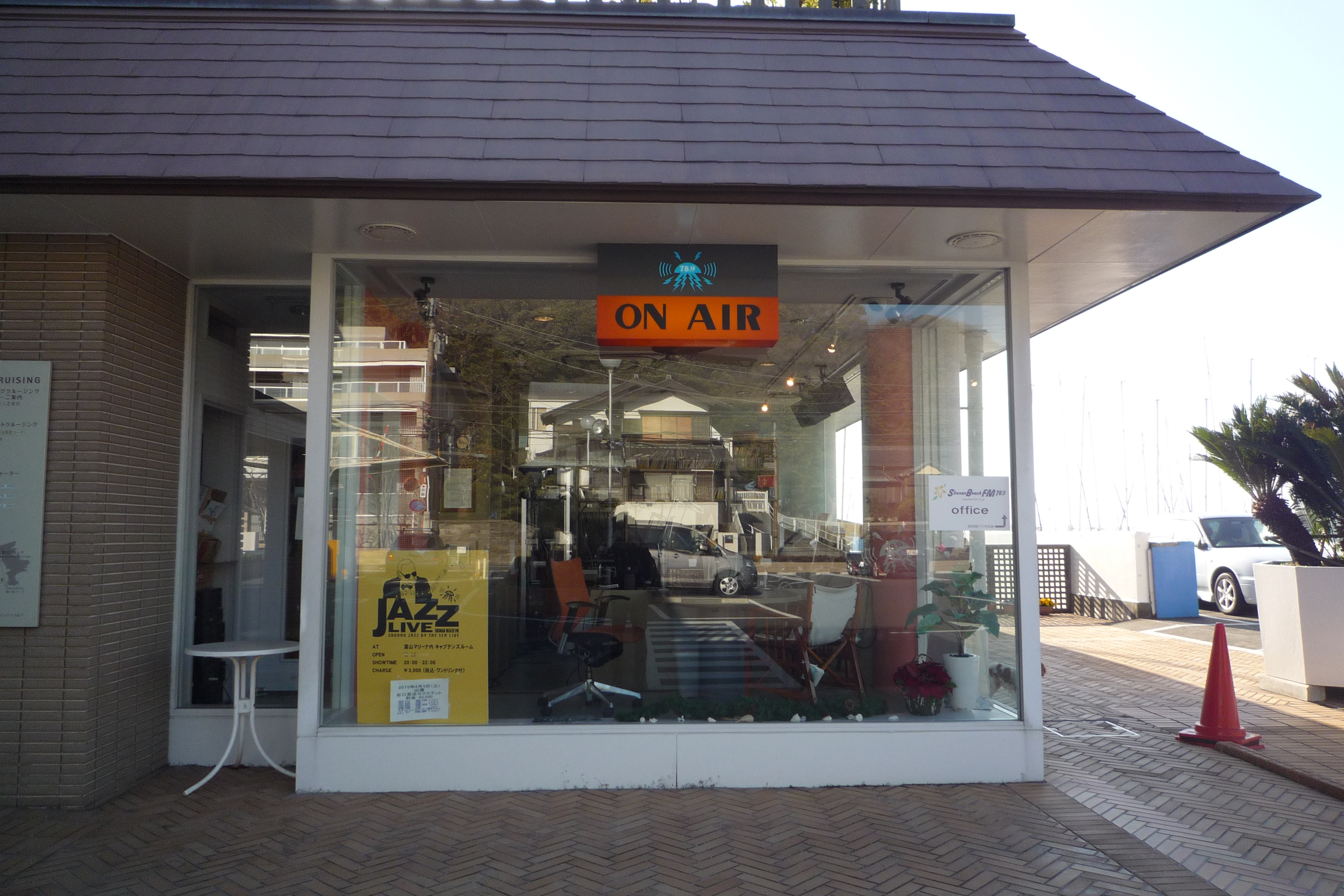
Shonan Beach FM:s studio.

Shonan Beach FM (japanska: 湘南ビーチFM?, Shōnan Bīchi Efu Emu; egentligen 逗子・葉山コミュニティ放送, Zushi-Hayama Komyuniti Hōsō) är en japansk närradiostation som sänder på frekvensen 78,9 MHz i och omkring Zushi och Hayama, och över Sagamibukten i Kanagawa prefektur. Kanalen grundades 1993.